# Hyperolius fuscigula
Espèce
Statut de conservation UICN

 DD  : Données insuffisantes
Hyperolius fuscigula est une espèce d'amphibiens de la famille des Hyperoliidae.

## Répartition
Cette espèce est endémique d'Angola. Elle n'est connue que de la localité type, Duque de Bragança,.

## Publication originale
- Bocage, 1866 : Reptiles nouveaux ou peu recueillis dans les possessions portugaises de l'Afrique occidentale, qui se trouvent au Muséum de Lisbonne. Jornal de sciencias mathematicas, physicas e naturaes, Lisboa, vol. 1, p. 57-78 (texte intégral).